# Fast Eddie (videogioco)
Fast Eddie è un videogioco a piattaforme pubblicato nel 1982 per Atari 2600, Atari 8-bit, Commodore 64 e Commodore VIC-20 da Sirius Software e Fox Video Games.

## Modalità di gioco
L'ambiente di gioco è una schermata fissa con cinque piani che si estendono per tutta la larghezza dello schermo, collegati da scale a pioli. Il giocatore controlla Eddie con l'obiettivo di raccogliere dieci oggetti premio che compaiono due alla volta in punti diversi, vicino ai soffitti dei piani. Alcuni oggetti stanno fermi, altri vagano in orizzontale.
Eddie ha l'aspetto di un omino con cappello a tesa e può camminare sui piani, usare le scale e saltare. Il salto serve a raggiungere gli oggetti e a scavalcare i nemici.
I nemici di Eddie sono mostricciattoli bipedi chiamati Sneaker, che bisogna evitare di toccare. Ci sono Sneaker di dimensioni diverse e con comportamenti diversi, alcuni sono fermi e altri si muovono, ma sempre rimanendo sullo stesso piano. Uno di essi chiamato High-Top si aggira all'ultimo piano e ha gambe lunghe che lo rendono molto alto, tanto da non poter essere scavalcato saltando. Ogni volta che Eddie prende un oggetto le gambe di High-Top si accorciano un po', fino a poterlo saltare.
Una volta raccolto il penultimo oggetto appare una chiave, che sta proprio sopra High-Top e si muove insieme a lui; raccogliendo la chiave si completa il livello e si vince una vita (con un massimo di quattro vite alla volta). Raccogliere il decimo oggetto premio è invece opzionale.
Ci sono otto gruppi di livelli da cui è possibile iniziare la partita, ciascuno composto da cinque livelli, uniformi per quanto riguarda la disposizione degli Sneaker. La conformazione delle scale e l'aspetto degli oggetti premio cambia a ogni livello.